# 포르카리
포르카리(이탈리아어: Porcari)는 이탈리아 토스카나주 루카도에 있는 코무네이다. 피렌체에서 서쪽으로 50km, 루카에서 동쪽 8km 거리에 있다.